# Foulques du Merle
Foulques ou Foucaud, seigneur du Merle-Raoul, est un maréchal de France normand ayant vécu entre le XIIIe siècle et le XIVe siècle.

## Biographie
Baron du Merlerault de Briouze et de Messei, seigneur de Gacé et de Bellou-en-Houlme, chevalier banneret, Foucaud du Merle sert Philippe Le Hardi puis Philippe le Bel.
En 1295, il accompagne Jean II d'Harcourt, lieutenant général de l'armée navale, au siège et à la prise de Douvres. De retour, il organise la défense d'Abbeville face à un éventuel débarquement anglais.
En 1302, il reçoit la dignité de maréchal de France après le sanglant désastre de Courtrai où périrent notamment les maréchaux Simon de Melun et Guy Ier de Clermont de Nesle. Peu après, il intervient en Flandre à la tête de 2 000 hommes dont 500 chevaliers, puis reçoit du roi Philippe le Bel la charge de ce comté de concert avec le maréchal Miles X de Noyers et le connétable Gaucher de Châtillon.
En juin 1303, à la tête de 1 400 hommes renforcés par des troupes du comte de Hainaut, il renforce les bourgeois de Tournai qui défendent courageusement la ville face aux 50 000 soldats du comte de Flandre. Le roi Philippe le Bel conclura ce siège par une trêve.
Le 10 janvier 1304, Foucaud du Merle siège à la première séance du Parlement de Toulouse à la droite du roi avec l'autre maréchal et les princes.

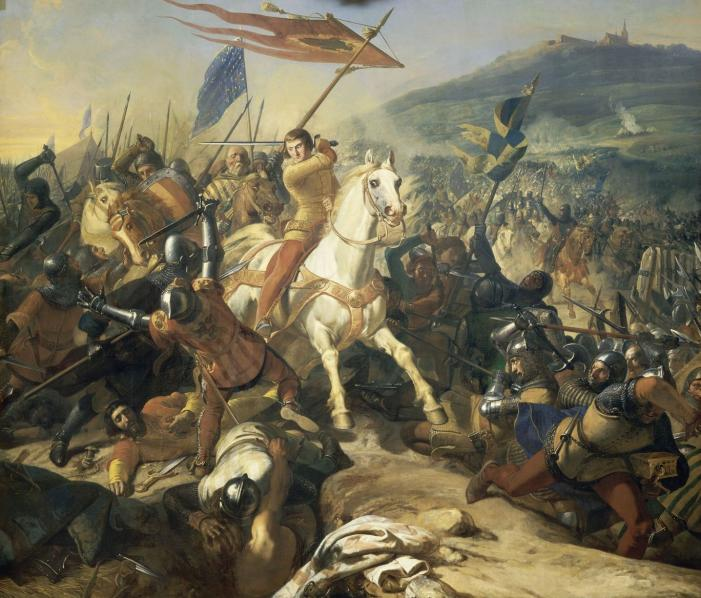
La Bataille de Mons-en-Pévèle, par Charles-Philippe Larivière, château de Versailles

En août, il participe à la bataille de Mons-en-Pévèle contre les Flamands au cours de laquelle les deux armées s'affrontent la journée entière. Face à une attaque brugeoise, le roi est momentanément en péril. Cerné, il se défend à la hache jusqu'au moment où le connétable et les deux maréchaux font irruption sur sa gauche : Les mareschaus, le connestable, la nacion refont bien ileuc leur devoir. De toutes parz, fièrent et frapent et martèlent, boucliers fendent et escartèlent.
Les Français finissent par l’emporter grâce à leur cavalerie et la chaleur qui accable l’ennemi. Foucaud du Merle fait partie des négociateurs du roi de France.
En 1305, il rejoint le roi dans son voyage de dévotion au Mont-Saint-Michel.
En 1310, il se rend dans le Lyonnais pour faire face au soulèvement de Lyon.
En 1311, il se rend à Vienne où se tient le quinzième concile réuni pour statuer sur le sort de l'Ordre du Temple. Le roi fait pression militaire sur le pape Clément V pour en finir avec les templiers. Les membres du concile apeurés accepteront tout ce que le pape décrètera sous la pression royale.
En 1314, Foucaud du Merle meurt à l’armée de Flandre.

## Parenté
- Parents : Guillaume VI du Merle (parfois qualifié de grand vavasseur de Normandie[9]) & Marie de Nollent dame de Tancarville et de Gacé.
- Parmi ses frères et sœurs : Gui du Merle évêque de Lisieux et Laurence du Merle épouse de Guillaume Bertran de Bricquebec.
- Son oncle Foucaud du Merle, qualifié d'ancien gouverneur de Robert d'Artois frère de Saint-Louis, dont la malheureuse impétuosité pendant la septième croisade poussa Robert d'Artois et l'avant-garde royale - dont les Templiers - à lancer l'attaque de Mansourah qui s'acheva par le massacre des assaillants dont le prince.